# Neotatea colombiana
Neotatea colombiana là một loài thực vật có hoa trong họ Calophyllaceae. Loài này được Maguire mô tả khoa học đầu tiên năm 1972.